# Księstwa śląskie

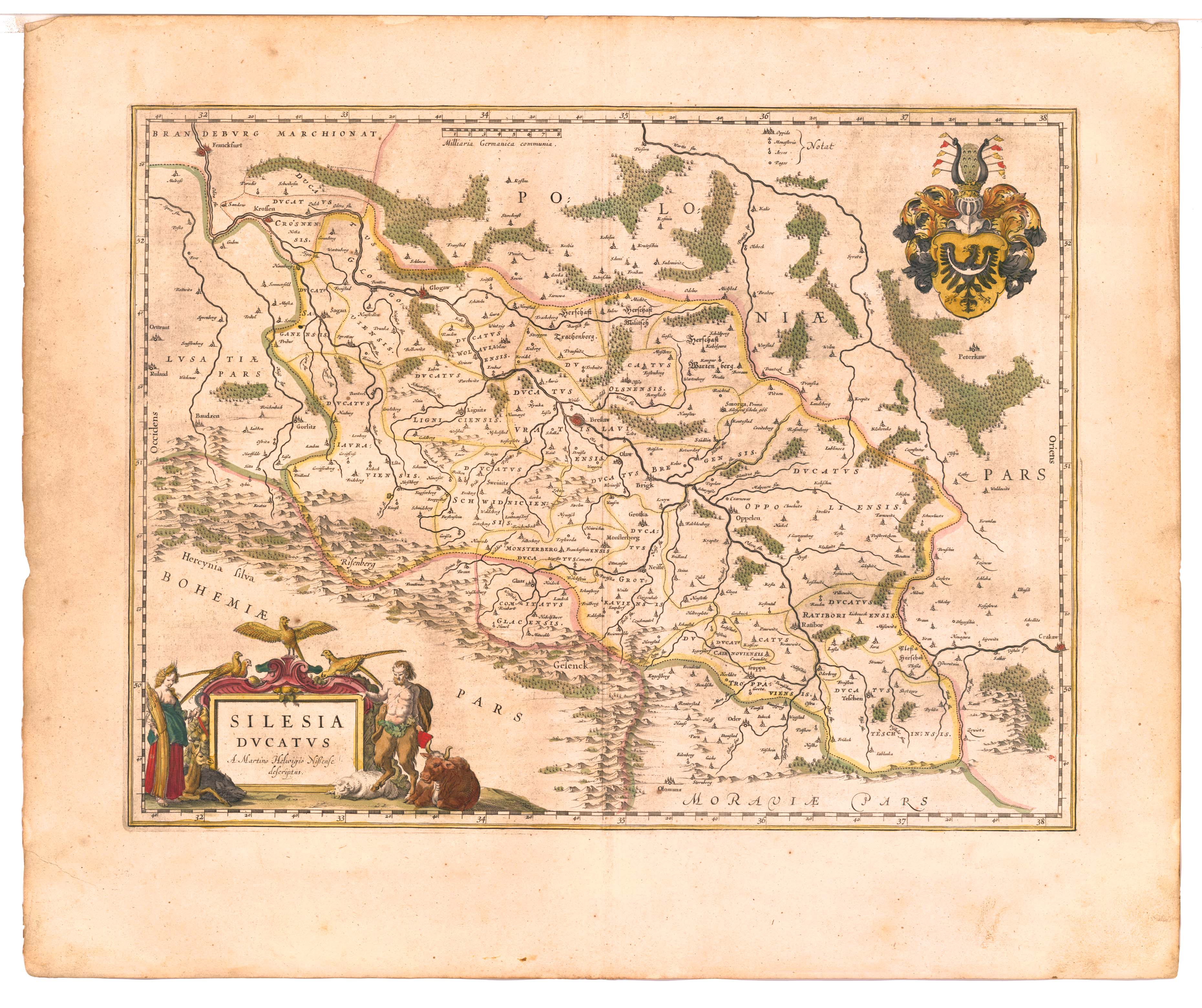
Przeróbka mapy Śląska z ok. 1645 mapy Martina Helwinga z 1561

Księstwa śląskie (cz. Slezská knížectví, niem. Herzogtümer Schlesien) – liczne mniej lub bardziej samodzielne państwa feudalne istniejące na Śląsku od XII do XX wieku, formalnie w ramach księstwa śląskiego. Powstały poprzez kolejne podziały jednolitego początkowo Księstwa. Na przestrzeni wieków były zależne od: Polski, Czech (Kraje Korony Czeskiej) i Monarchii Habsburgów, później od Prus oraz II Rzeszy. Do 1806 roku Śląsk był także częścią Świętego Cesarstwa Rzymskiego.
W 1742 roku Śląsk został podzielony na część pruską i austriacką (Śląsk Austriacki). Prusom przypadła prawie cała kraina historyczna, a Austria zachowała jedynie czeski Śląsk. Po kongresie wiedeńskim w 1815 roku księstwa zostały zreorganizowane w jednolitą pruską Prowincję Śląsk.

## Księstwa śląskie zpiastowskimrodowodem

### Księstwa górnośląskie
- Księstwo opolsko-raciborskie (Ducatus Opolien et Ratiboria (łac.), Opolské a Ratibořské knížectví (czes.), Herzogtum Oppeln und Ratibor (niem.)) – istniało w latach: 1202–1281/82 oraz 1521–1742
- Księstwo opolskie (Ducatus Opolien (łac.), Opolské knížectví (czes.), Herzogtum Oppeln (niem.))
- Księstwo bytomskie (Herzogtum Beuthen) – istniało w latach: 1284–1498
- Księstwo głogówecko-prudnickie (Herzogtum Klein Glogau und Prudnik)
- Księstwo kozielskie (Herzogtum Cosel)
- Księstwo prudnickie (Herzogtum Prudnik)
- Księstwo kozielsko-bytomskie (Herzogtum Cosel und Beuthen) – istniało w latach: 1281–1355;
- Księstwo raciborskie (Ducatus Ratiboria (łac.), Ratibořské knížectví (czes.), Herzogtum Ratibor (niem.)) – istniało w latach: 1172–1202, 1290–1337 oraz 1377–1521;
- Księstwo raciborsko-opawskie (Ducatus Ratiboria et Oppaviensis (łac.), Ratibořské a Opavské knížectví (czes.), Herzogtum Ratibor und Troppau) – istniało w latach: 1337–1377;
- Księstwo raciborsko-karniowskie (Ducatus Ratiboria et Carnovia (łac.), Ratibořské a Krnovské knížectví (czes.), Herzogtum Ratibor und Jägerndorf) – istniało w latach: 1377–1437;
- Księstwo cieszyńskie (Těšínské knížectví (czes.), Herzogtum Teschen(niem.)) – istniało w latach: 1290–1918;
- Księstwo oświęcimskie (Herzogtum Auschwitz) – istniało w latach: 1315–1564
- Księstwo zatorskie (Herzogtum Zator) – istniało w latach: 1445–1564
- Księstwo wodzisławskie (Herzogtum Loslau(niem.)) – istniało w latach: 1324–1351 i 1456–1501
- Księstwo rybnicko–żorsko–pszczyńskie (Herzogtum Rybnik, Sohrau und Pless(niem.)) – istniało w latach: 1456–1478
- Księstwo niemodlińskie – istniało w latach: 1313–1382
- Księstwo strzeleckie – istniało w latach: 1313–1460
- Księstwo niemodlińsko-strzeleckie – istniało w latach: 1382–1460
- Księstwo bielskie (Herzogtum Bielitz(niem.)) – istniało w latach: 1752–1849
- Księstwo pszczyńskie (Herzogtum Pless / Fürstentum Pleß (niem.)) – istniało w latach: 1765–1921

#### Współczesny Śląsk czeski
- Księstwo opawskie Ducatus Oppaviensis (łac.), Knížectví Opavské (czes.), Herzogtum Troppau (niem.) – istniało w latach: 1269–1337 oraz 1377–1918
- Księstwo karniowskie (Ducatus Carnovia (łac.) Krnovské Knížectví (czes.)Herzogtum Jägerndorf (niem.)) – istniało w latach 1437–1474, 1523–1552 oraz 1613–1622

### Księstwa dolnośląskie
- Księstwo wrocławskie (Herzogtum Breslau)
- Księstwo nyskie (Herzogtum Neisse) – istniało w latach: 1302–1810/1850
- Księstwo głogowskie (Herzogtum Glogau)
- Księstwo oleśnickie (Herzogtum Oels) – istniało w latach: 1313–1884
- Księstwo żagańskie (Herzogtum Sagan (niem.), Duché de Sagan (fr.))
- Księstwo wołowskie (Herzogtum Wohlau) – istniało w latach: 1471–1504
- Księstwo legnickie (Herzogtum Liegnitz) – istniało w latach: 1248–1675
- Księstwo lwóweckie (Herzogtum Löwenberg) – istniało w latach: 1281–1286
- Księstwo brzeskie (Herzogtum Brieg) – istniało w latach: 1311–1419
- Księstwo świdnicko-jaworskie (Herzogtum Schweidnitz-Jauer) – istniało w latach: 1290–1312
- Księstwo świdnickie (Ducatus Swidniciensis (łac.), Herzogtum Schweidnitz) – istniało w latach: 1312–1392
- Księstwo jaworskie (Herzogtum Jauer) – istniało w latach: 1274–1290 oraz 1312–1392
- Księstwo ziębickie (Herzogtum Münsterberg) – istniało w latach: 1322–1742

## Inne księstwa przejściowo związane ze Śląskiem
- księstwo siewierskie (Ducatus Severiensis (łac.)) – 1177–1443 (w latach: 1443–1790 samodzielne księstwo biskupów krakowskich)

## Mapy polityczne Śląska

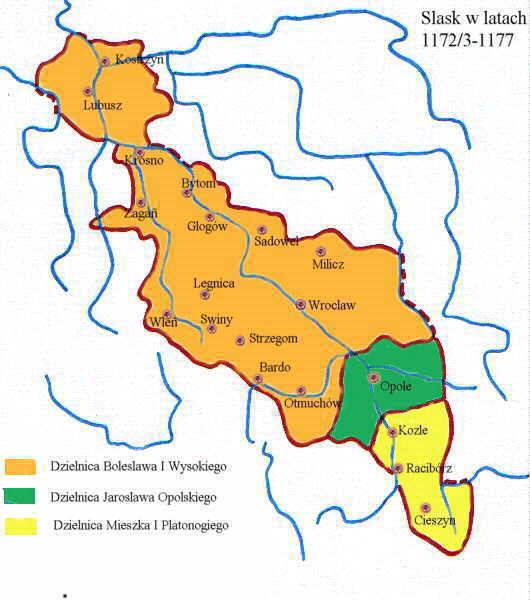
1172/3–1177      Bolesław I Wysoki      Jarosław opolski      Mieszko I Plątonogi
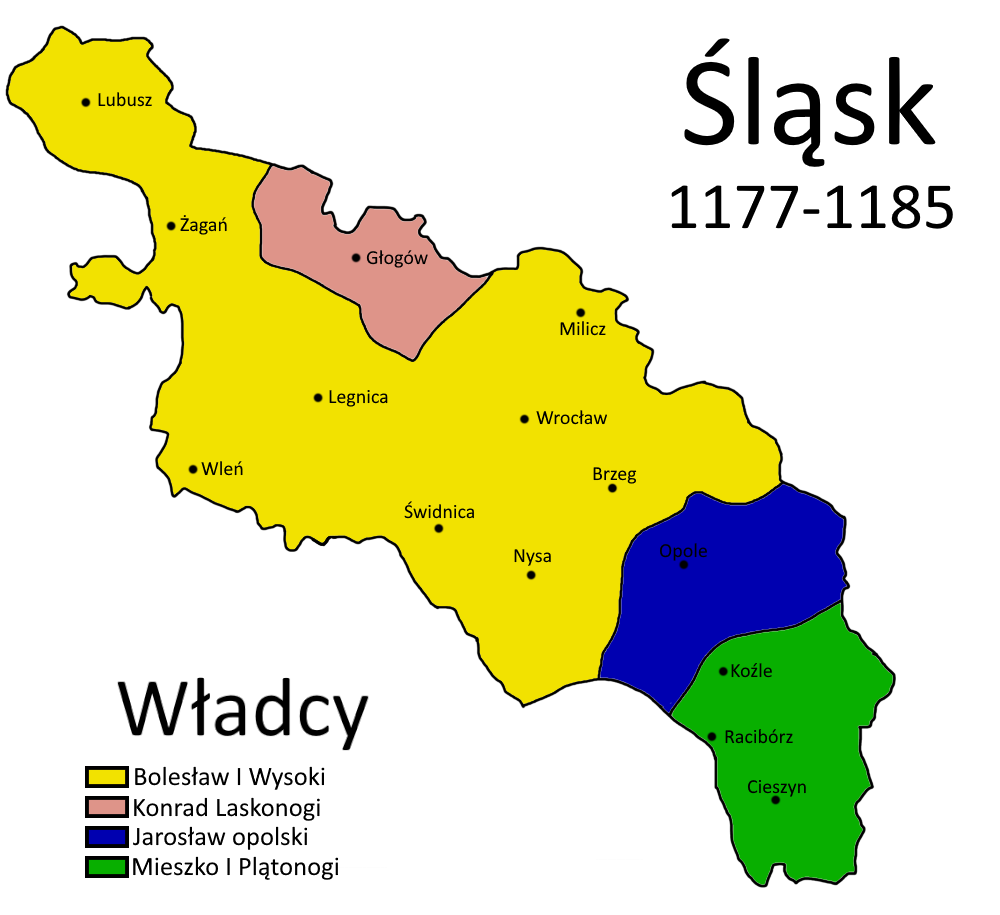
1177–1185      Bolesław I Wysoki      Jarosław opolski      Mieszko I Plątonogi      Konrad Laskonogi
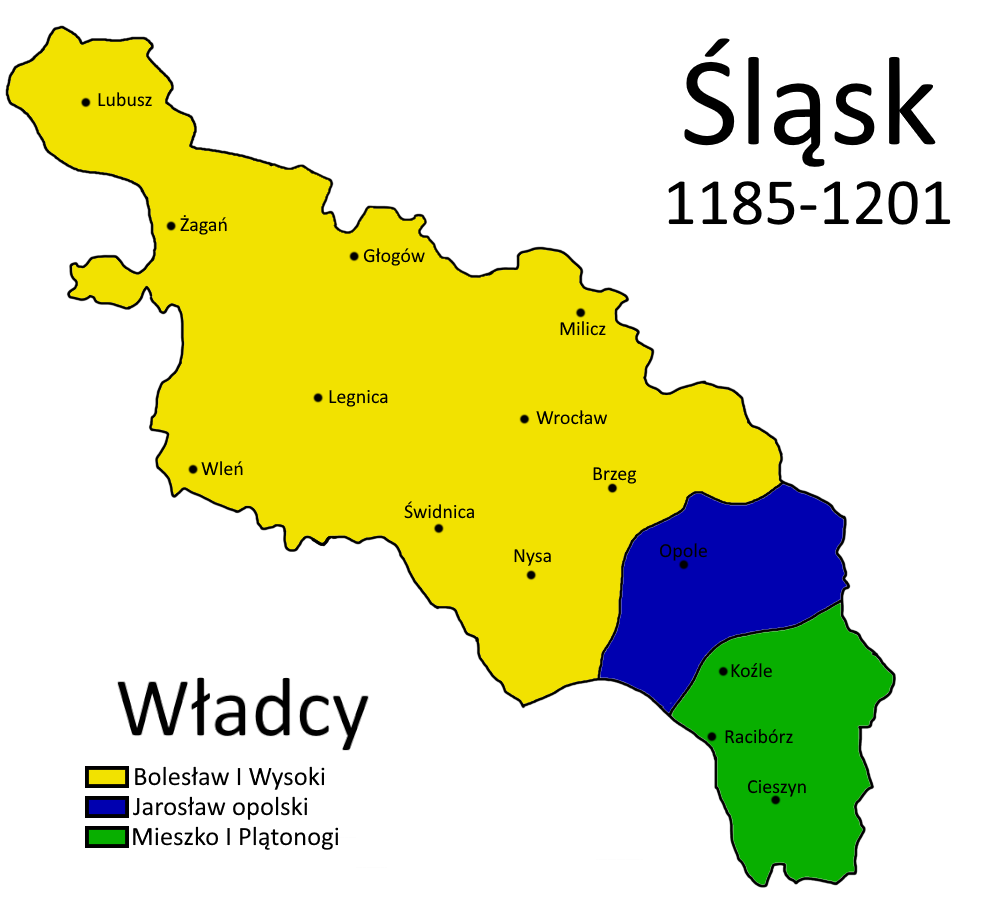
1185–1201      Bolesław I Wysoki      Jarosław opolski      Mieszko I Plątonogi
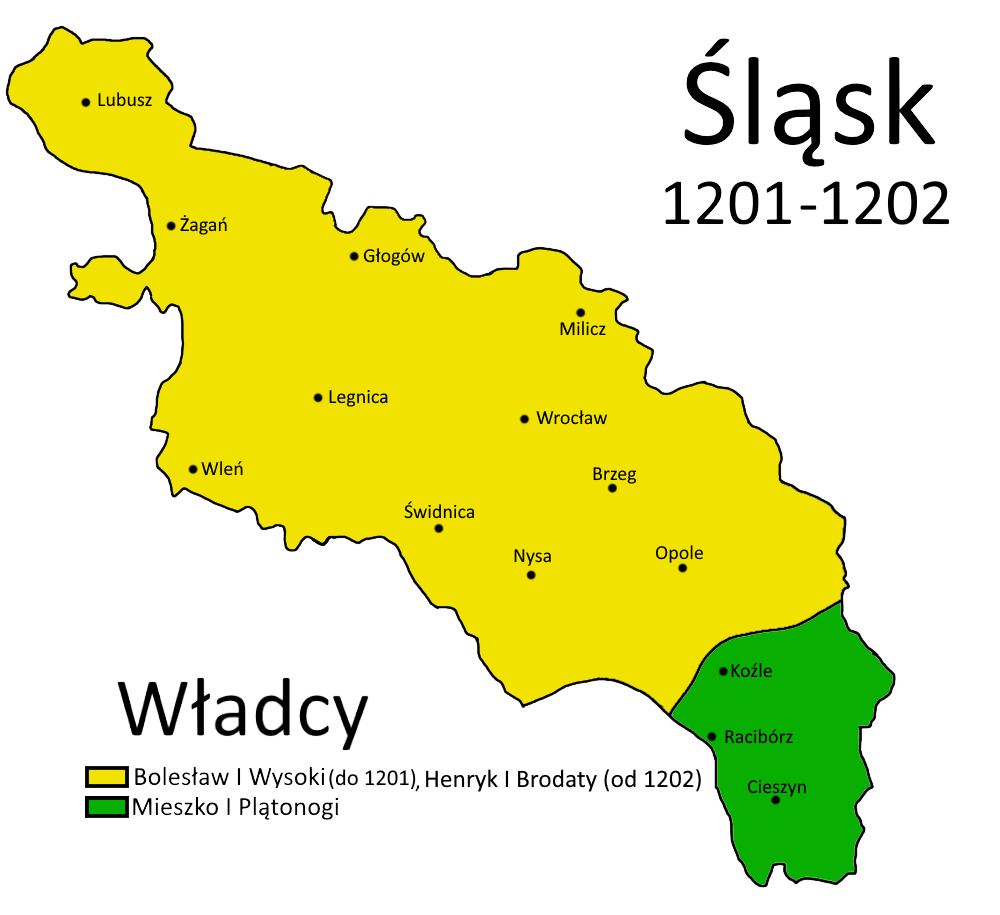
1201–1202      Bolesław I Wysoki, od 1201: Henryk I Brodaty      Mieszko I Plątonogi
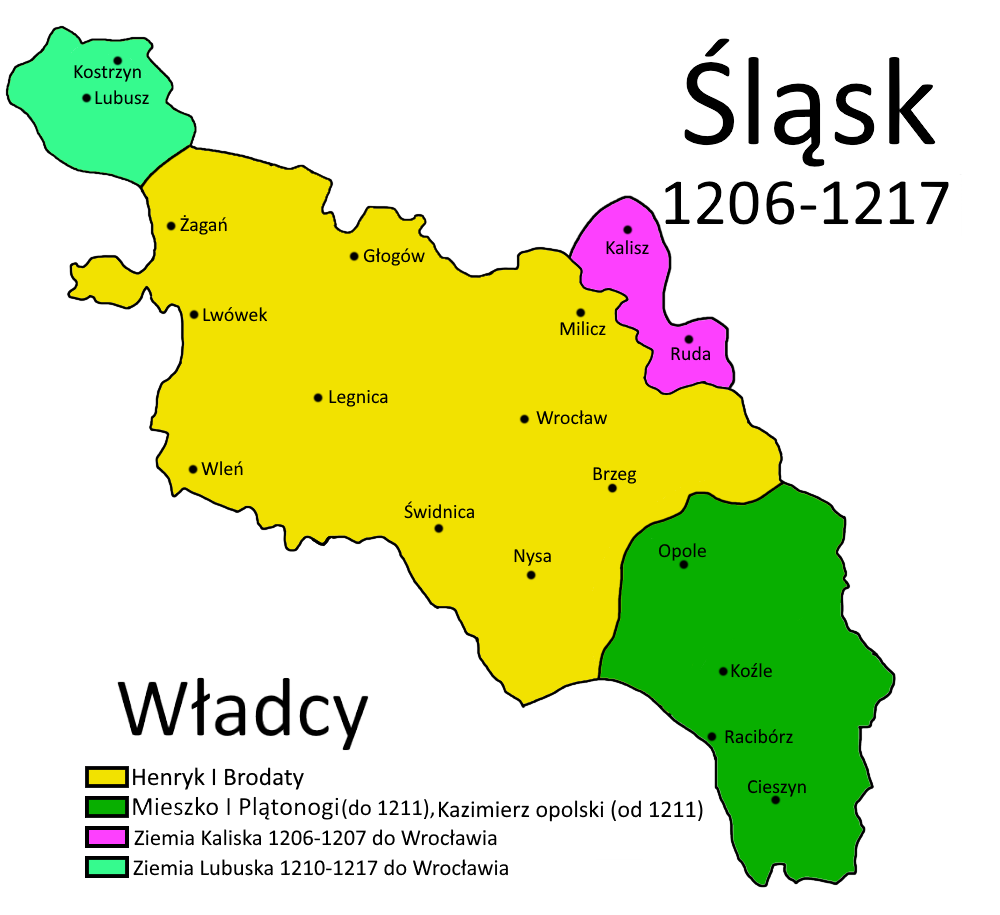
1206–1217      Henryk I Brodaty      Władysław Odonic      ziemia lubuska, 1210      Mieszko I Plątonogi, od 1211 Kazimierz I opolski
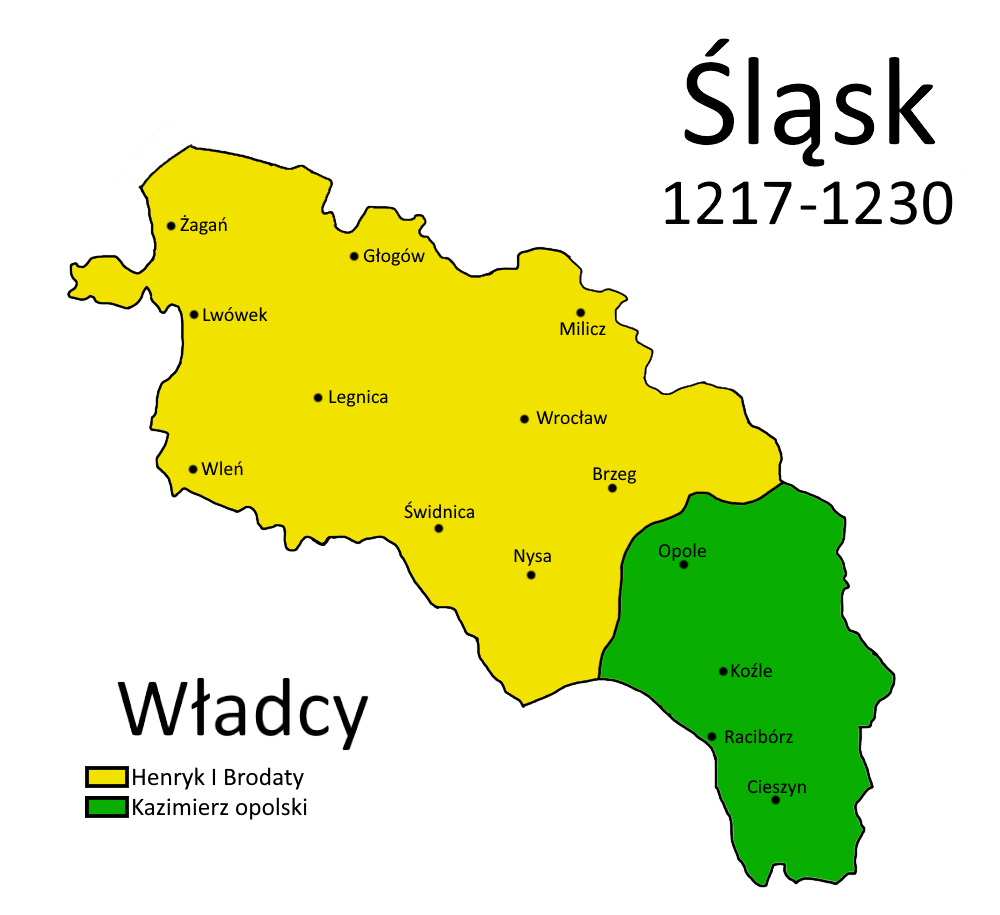
1217–1230      Henryk I Brodaty      Kazimierz I opolski
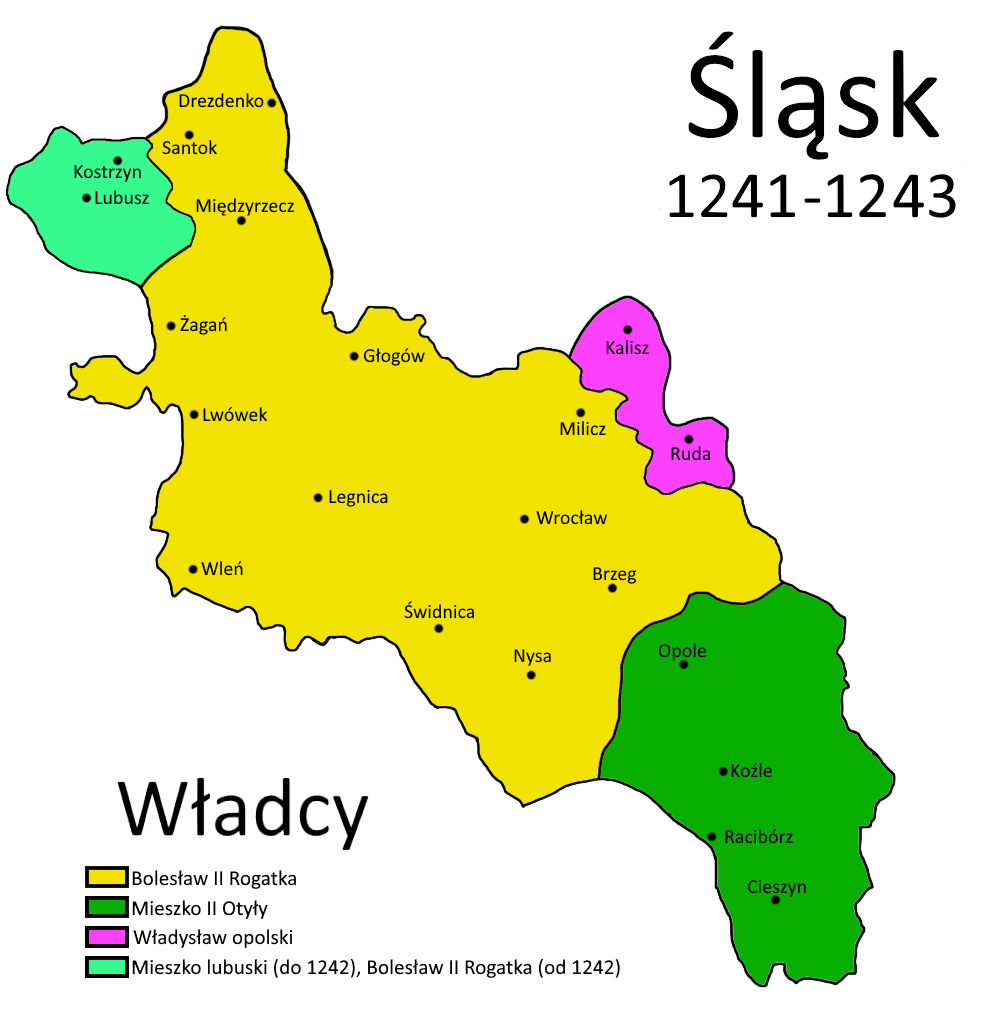
1241–1243      Bolesław II Rogatka      Mieszko lubuski 1241–1242      Władysław opolski      Mieszko II Otyły
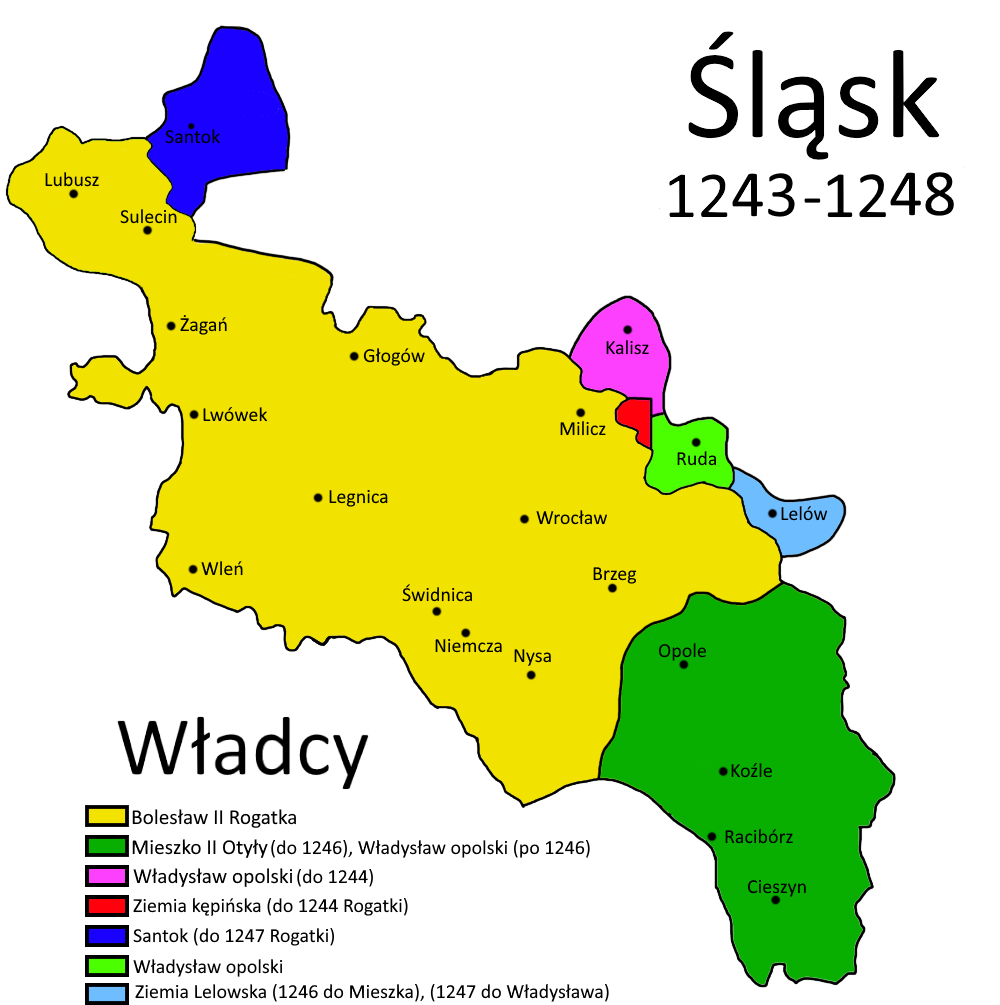
1243–1248      Bolesław II Rogatka      Santok do 1247      Władysław opolski      Mieszko II Otyły, od 1246 Władysław opolski      Przemysł I, 1244      Kępno do 1244      Lelów do 1247
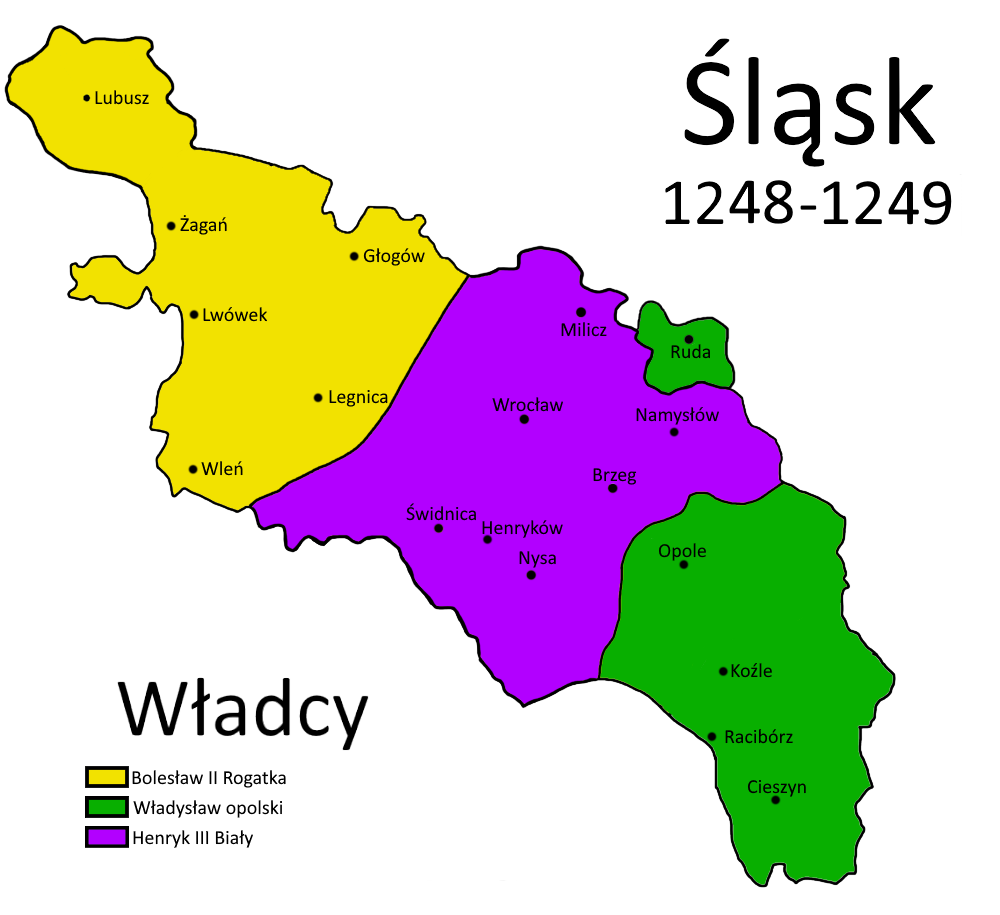
1248–1249      Henryk III Biały      Władysław opolski      Bolesław II Rogatka
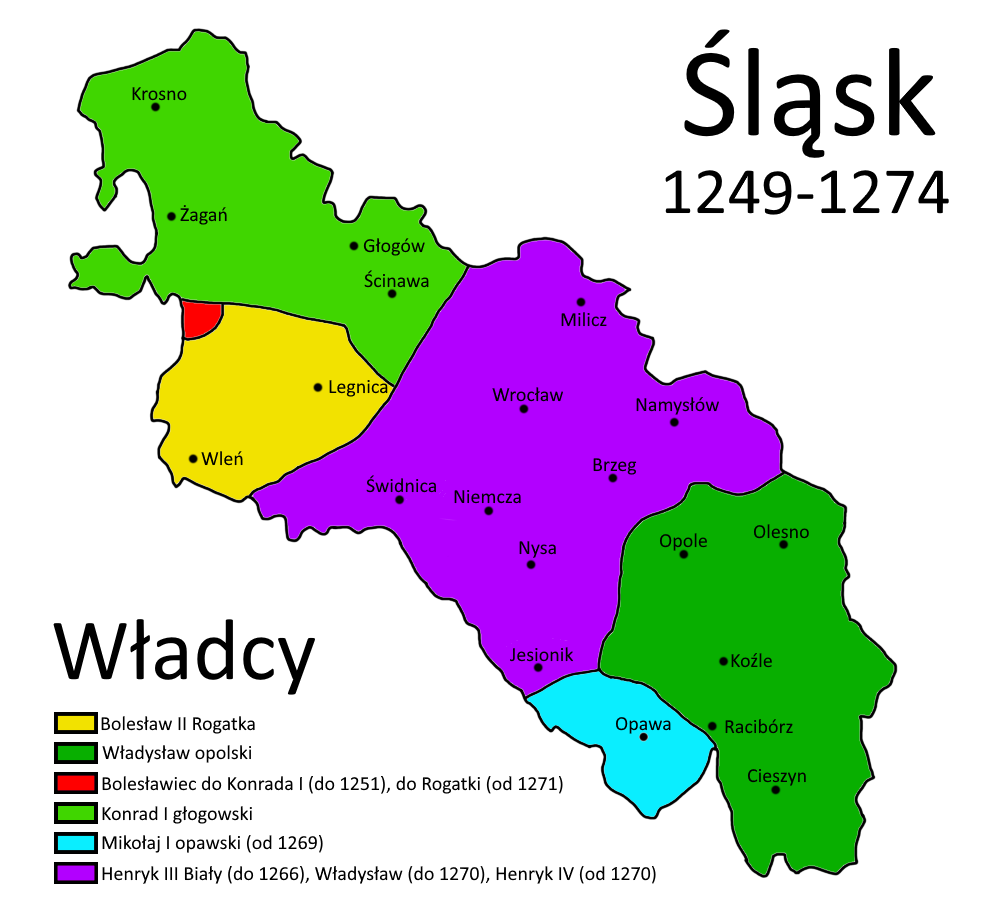
1249–1274      Henryk III Biały do 1266 bp Władysław 1266–1270 Henryk IV Prawy od 1270      Władysław opolski      Bolesław II Rogatka      Konrad I głogowski      Mikołaj I Opawski      Bolesławiec Bolesława Rogatki, 1251–1271 do Konrada głogowskiego
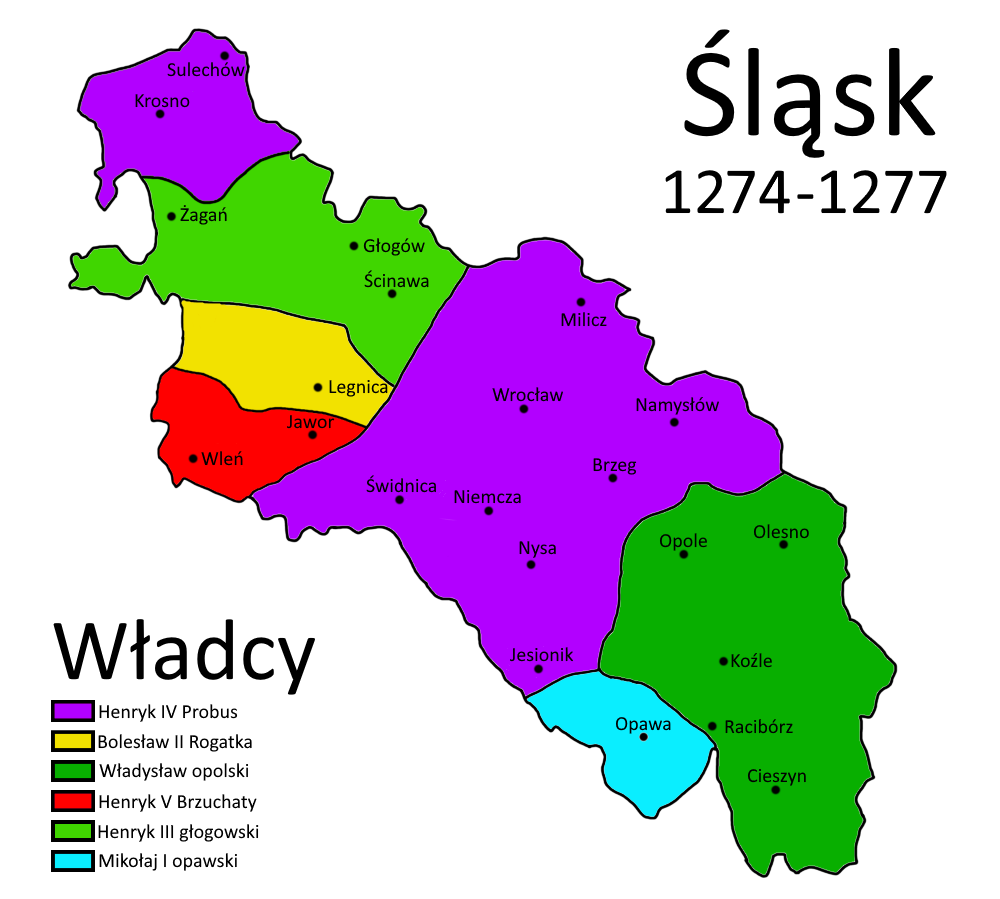
1274–1277      Henryk IV Prawy      Władysław opolski      Bolesław II Rogatka      Henryk III głogowski      Mikołaj I opawski      Henryk V Brzuchaty
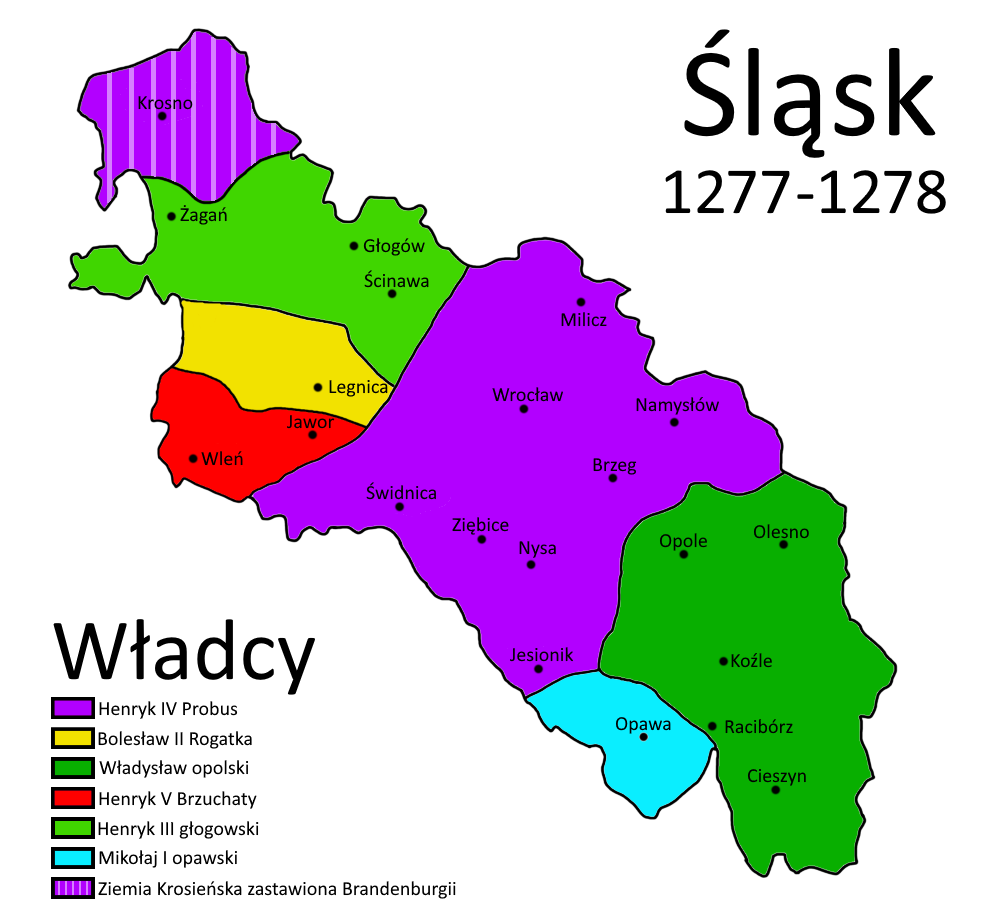
1277–1278      Henryk IV Prawy      Władysław opolski      Bolesław II Rogatka      Henryk III głogowski      Mikołaj I opawski      Henryk V Brzuchaty      zakreskowane obszary zastawiono Brandenburgii
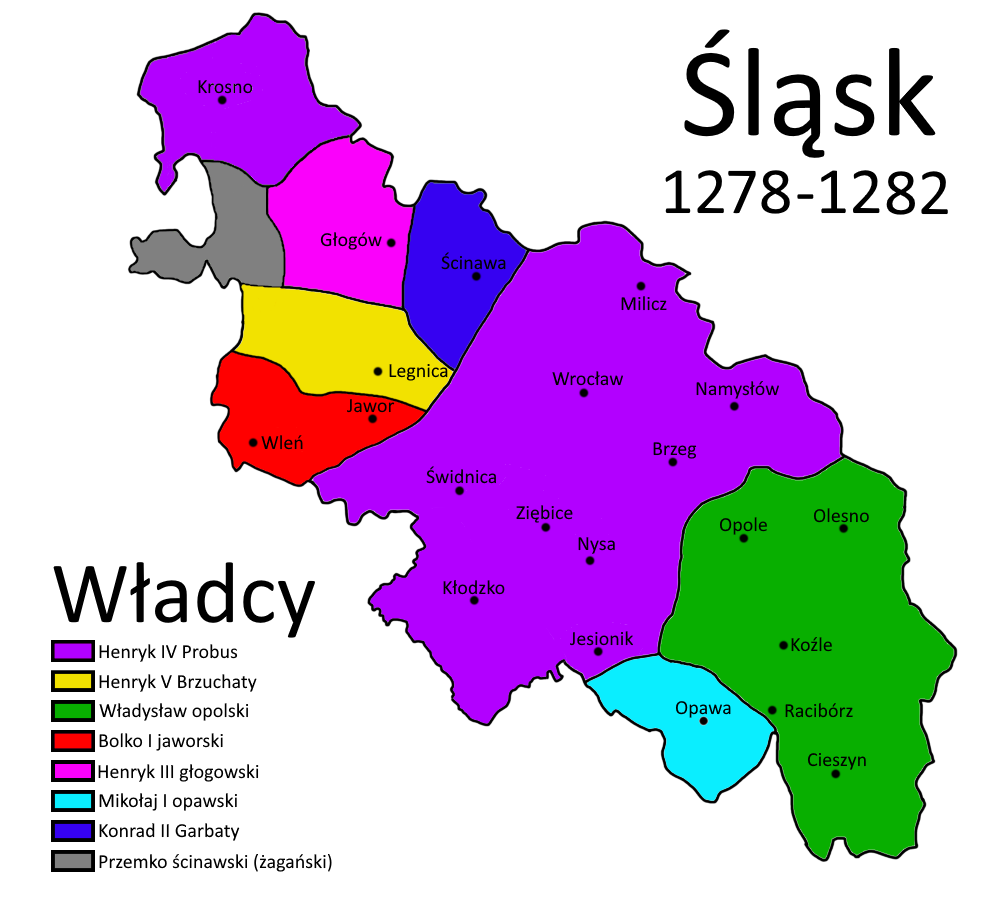
1278–1282
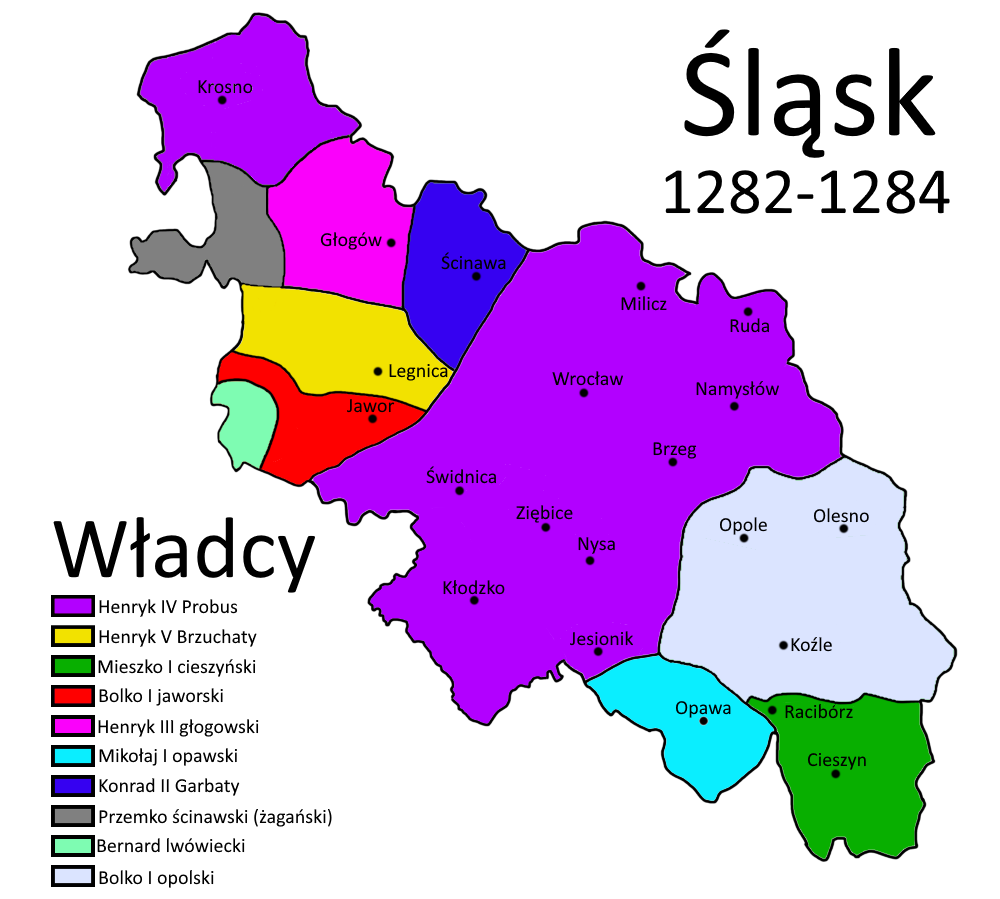
1282–1284     Mieszko I cieszyński     Bolko I opolski     Mikołaj I opawski     Henryk V Brzuchaty     Henryk IV Probus     Bolko I jaworski     Bernard Zwinny     Henryk III głogowski     Przemko ścinawski     Konrad II Garbaty
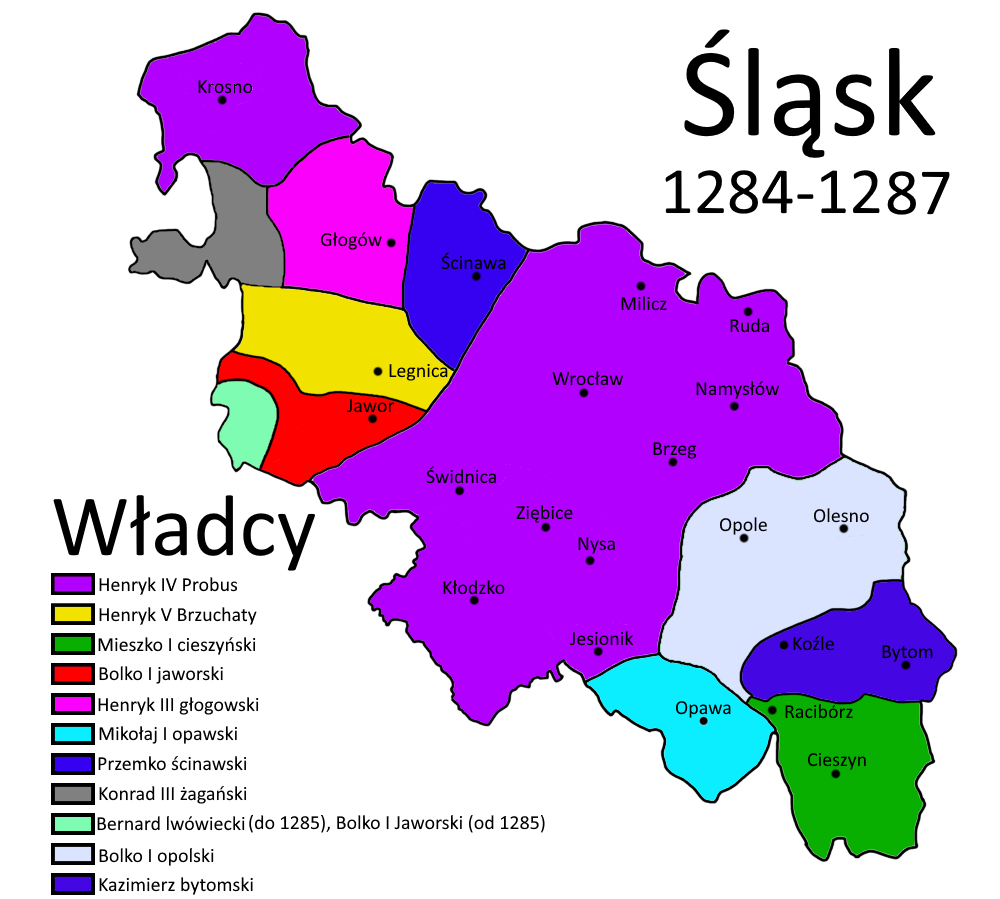
1284–1287
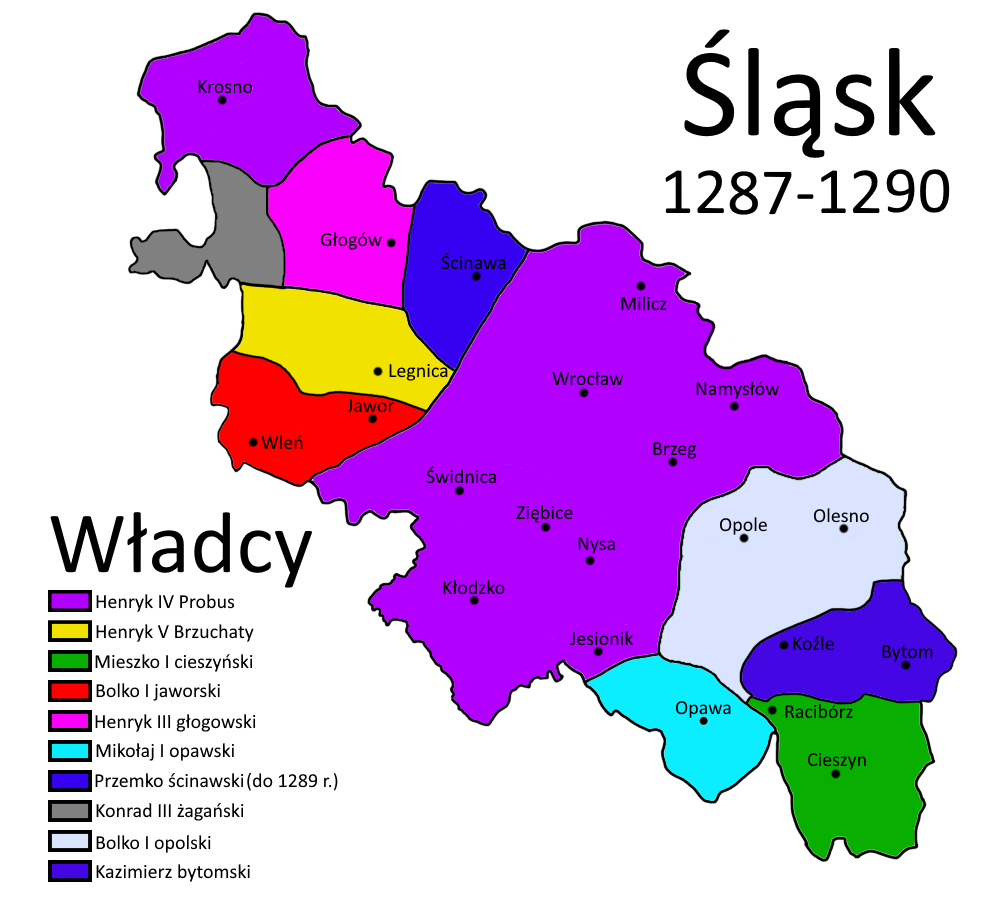
1287–1290
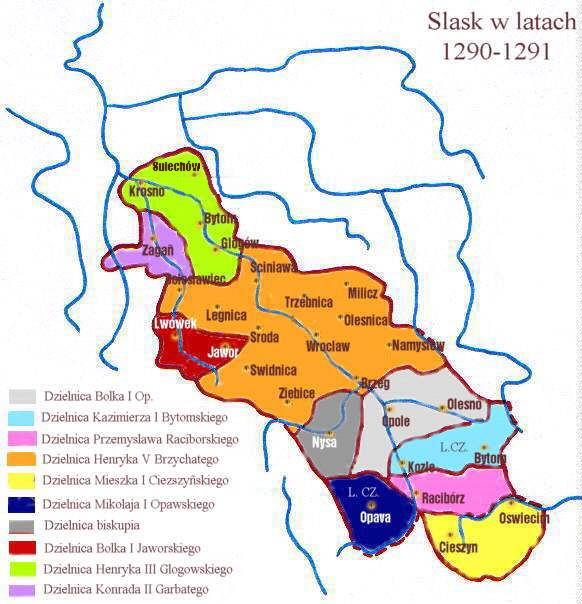
1290–1291
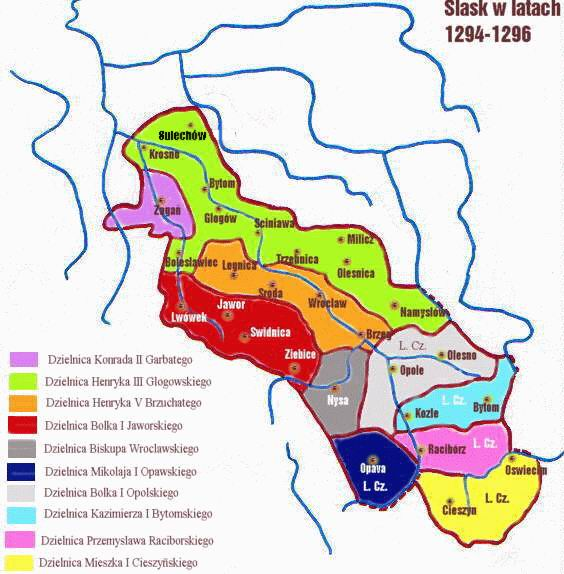
1294–1296
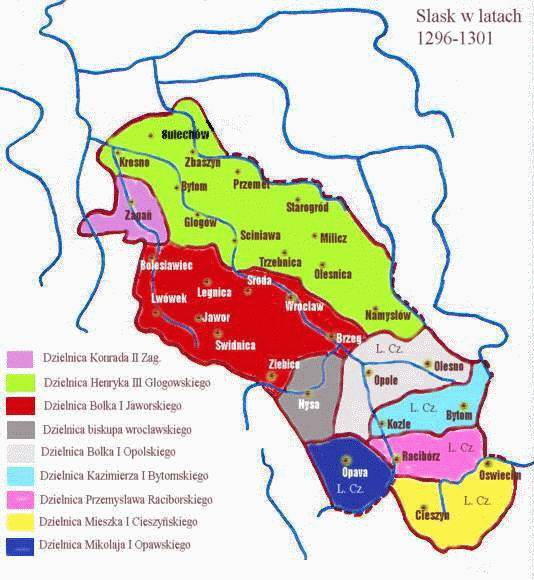
1296–1301
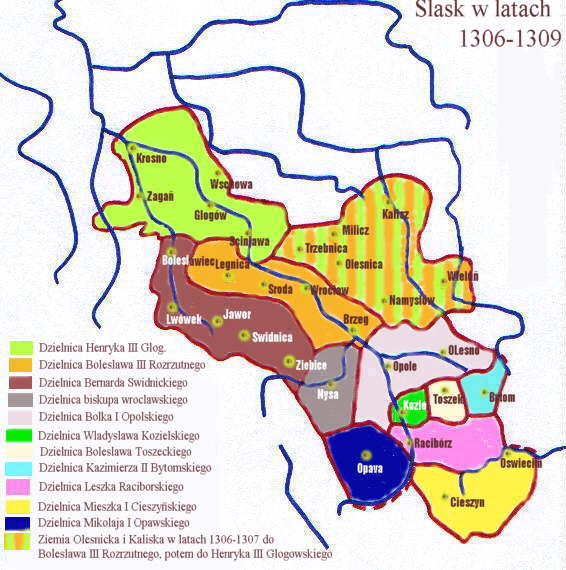
1306–1309
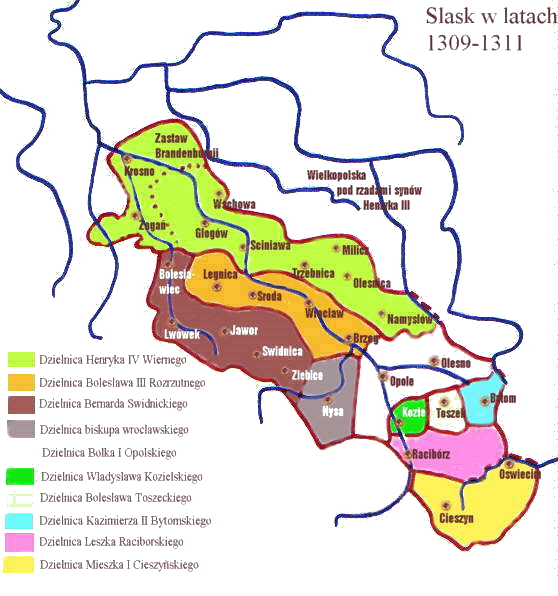
1309–1311
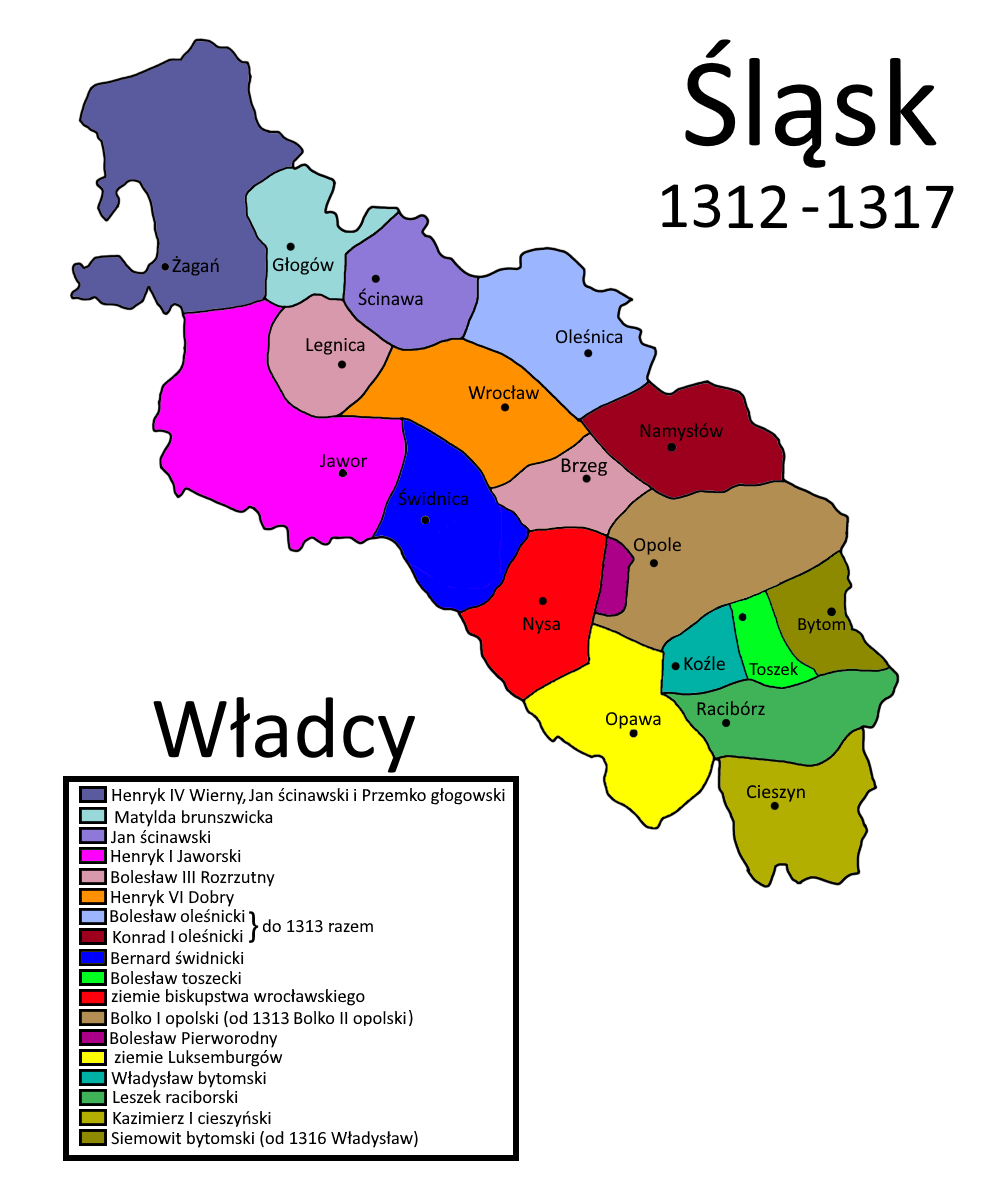
1312–1317
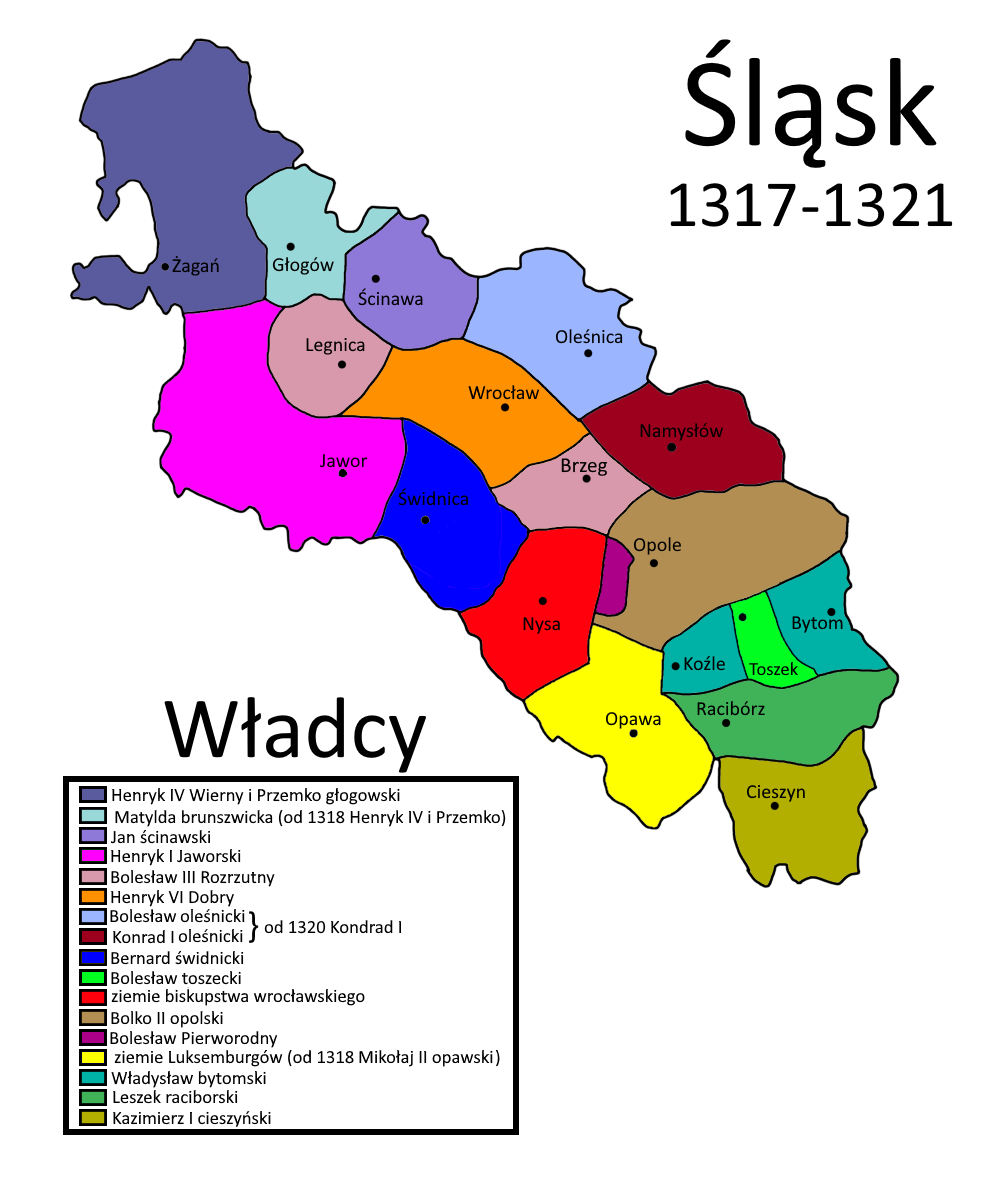
1317–1321
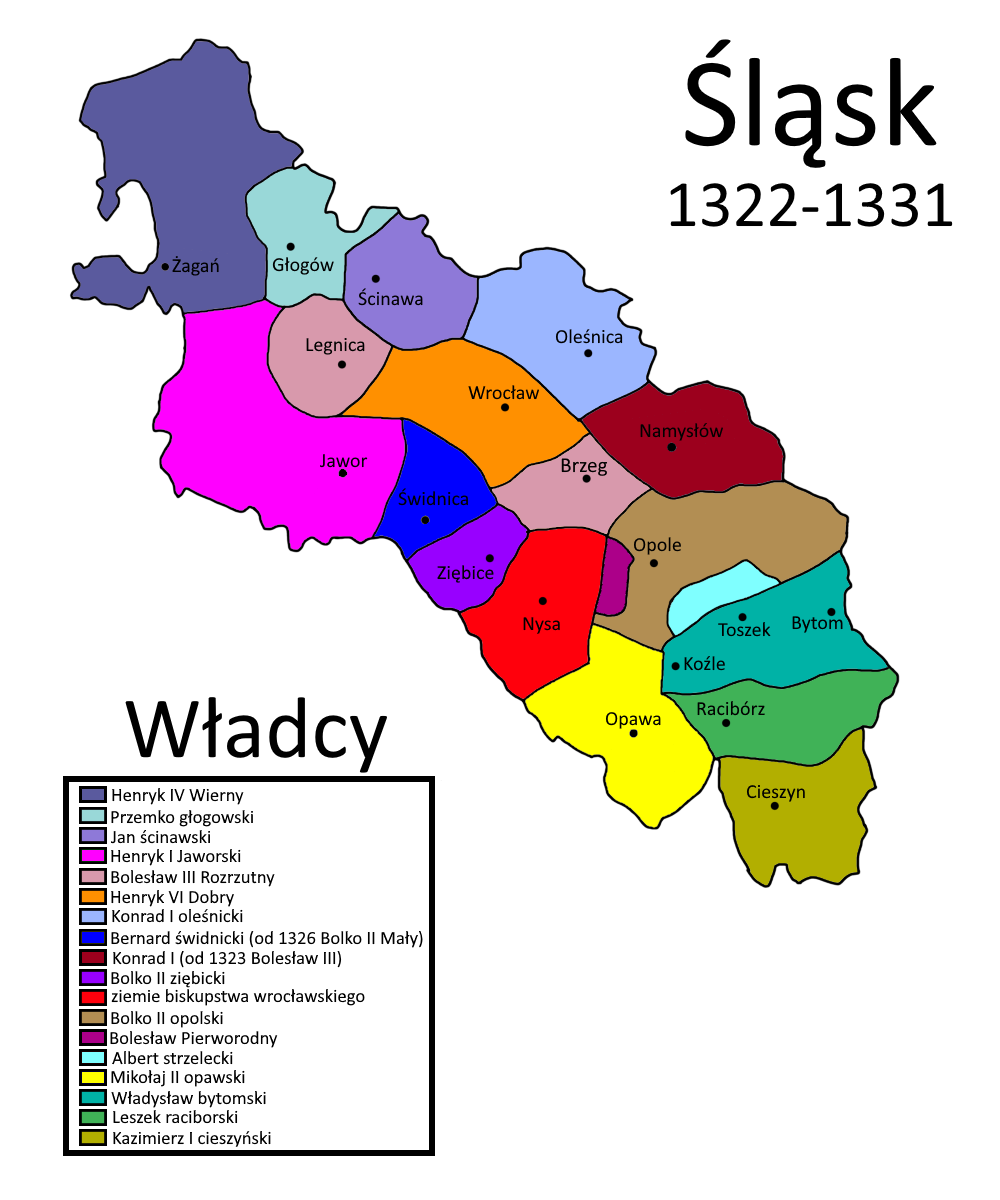
1322–1331